# Ödön Téry
Ödön József Ferenc Téry (født 8. juli 1890 i Budapest, død 7. juni 1981 i Belvedere, South Carolina, USA) var en ungarsk gymnast, som deltog i OL 1912 i Stockholm.

## Idrætskarriere
Téry, der var søn af Ödön Téry Sr., en af foregangsmændene bag ungarsk gymnastik, dyrkede ud over gymnastik også atletik og stillede i begge sportsgrene op for klubben BTC i Budapest. Hans styrker i gymnastik lå især i barre og reck. I maj 2012, kort inden OL, kom han til skade, og hans OL-deltagelse var tvivlsom. Imidlertid kom han sig hurtigt, og kunne derfor være med ved legene som en del af det ungarske hold, der deltog i mangekamp i en europæisk udgave (der blev også konkurreret i en "svensk" udgave ved legene), hvor der deltog fem nationer med mellem 16 og 40 deltagere hver. Italien var overlegne i konkurrencen og vandt med 53,15 point, mens Ungarn med Téry blev toere med 45,45 point og Storbritannien treere med 36,90 point. Kmetykós bror, János Kmetykó, var træner for det ungarske hold ved den lejlighed.

## Anden karriere
Téry tog eksamen som maskiningeniør i 1914 og emigrerede nogle år senere til USA, hvor han levede resten af sit liv.